# 头流山
头流山（韓語：두류산）是韩国江原道华川郡的一座山，山顶海拔993公尺